# Jacobo el Diácono
Jacobo el Diácono (en latín: Iacomus Diaconus; fallecido después del 671) fue un diácono romano que acompañó a Paulino de York en su misión a Northumbria. Fue miembro de la misión gregoriana que fue a Inglaterra para cristianizar a los anglosajones de su paganismo nativo. Sin embargo, se desconoce cuándo llegó a Inglaterra. Después de que Paulino abandonara Northumbria, Jacobo permaneció cerca de Lincoln y continuó sus esfuerzos misioneros, muriendo en algún momento después del 671, según el cronista medieval Beda.

## Biografía
Se supone que Jacobo era italiano, como los demás miembros de la misión gregoriana. Se desconocen las fechas de su nacimiento y su llegada a Gran Bretaña. Fue con Paulino a Northumbria acompañando a Etelburga, hermana del rey Eadbaldo de Kent, quien fue a Northumbria para casarse con el rey Edwino de Deira. Tradicionalmente, este evento se fecha en 625, pero el historiador David Peter Kirby sostiene que la misión a Northumbria probablemente ocurrió antes de 619.
Edwin murió en batalla en Hatfield luchando contra Penda de Mercia y Caedwalla en 633. Edwin había sido el principal partidario de la misión de Paulino y, con su muerte, se produjo una reacción pagana. Paulino huyó a Kent, junto con Æthelburg y Edwin y la hija de Æthelburg, Eanfleda. Jacobo, sin embargo, permaneció en Northumbria y continuó sus esfuerzos misioneros. Los esfuerzos de Jacobo se centraron en Lincoln, en una iglesia que Paulino había construido allí, cuyos restos pueden yacer debajo de la iglesia de St. Paul-in-the-Bail. Esto fue en el reino dependiente de Lindsey, donde Paulino había predicado antes de la muerte de Edwin, y fue reconquistado por uno de los sucesores de Edwin, Oswald de Northumbria, en los años 640.
Beda escribe que Jacobo vivía en un pueblo cerca de Catterick, que "lleva su nombre hasta el día de hoy". Informa que Jacobo emprendió obra misional en la zona y vivió hasta una edad avanzada. Durante el reinado del rey Oswiu de Northumbria, Jacobo asistió a la corte real, pues celebró la Pascua con la reina de Oswiu, Eanfleda, la hija de Edwin. Jacobo y Eanfleda celebraron la Pascua en la fecha utilizada por la iglesia romana, lo que provocó conflictos con Oswiu, que celebraba la Pascua en la fecha calculada por la iglesia irlandesa. Estas fechas no siempre coincidieron y fueron una de las razones por las que Oswiu convocó el Sínodo de Whitby en 664 para decidir qué sistema de cálculo de Pascua utilizaría su reino.
Según el relato de los acontecimientos de Beda, Jacobo estuvo presente en el Sínodo de Whitby.La Vida de Wilfredo, de Eddius Stephanus, no menciona a Jacobo en su recuento del sínodo. Beda afirma que después del sínodo y el regreso de las costumbres romanas, Jacobo, como maestro de canto capacitado en el estilo romano y de Kent, enseñó a mucha gente el canto llano o el canto gregoriano a la manera romana.
Se desconoce la fecha de muerte de Jacobo, pero Beda implica que todavía estaba vivo durante la vida de Beda, lo que significa que murió después del nacimiento de Beda, alrededor de 671 o 672. Esto significaría que tenía al menos 70 años en el momento de su muerte. Se ha sugerido que Jacobo fue el informante de Beda sobre la vida de Edwin, las obras de Paulino y quizás el Sínodo de Whitby. El historiador Frank Stenton llama a Jacobo "la única figura heroica de la misión romana". Esto refleja el hecho de que muchos de los misioneros gregorianos tenían la costumbre de huir cuando las cosas iban mal.
Después de su muerte, Jacobo fue venerado como santo. Su fiesta se celebra el 17 de agosto (Calendario romano general católico) o el 11 de octubre (Iglesia de Inglaterra).